# 11964 Prigogine
11964 Prigogine è un asteroide della fascia principale. Scoperto nel 1994, presenta un'orbita caratterizzata da un semiasse maggiore pari a 2,9277965 UA e da un'eccentricità di 0,0811288, inclinata di 1,58883° rispetto all'eclittica.
L'asteroide è intitolato a Ilya Prigogine, vincitore del Premio Nobel per la chimica nel 1977.